# Albrecht Christoph von Quast
Albrecht Christoph von Quast (* 10. März 1613 in Leddin; † 17. Mai 1669 in Spandau) war ein kurbrandenburgischer Geheimer Kriegsrat, und General-Feldwachtmeister. Er diente unter dem Großen Kurfürsten und ging im Kriege bei Nyborg 1659 auf der Insel Fünen als Sieger gegen die Schweden hervor.

## Leben
Über die Kindheit und Jugend Quasts zur Zeit des Dreißigjährigen Krieges ist wenig bekannt. Er wurde auf dem Rohrschen Gute geboren und war Herr von Gut Garz und der von ihm erworbenen Güter Vichel, Rohrlack, Küdow, Damm, nebst Wutzetz (erworben 1661) und dem Zootzen-Walde – Gouverneur und Oberhauptmann der Festung Spandau. Seine Mutter war Ottilie von Rohr (* 1586; † 16. Juli 1667), eine derer von Rohr aus Leddin. Sie heiratete am 11. Oktober 1610 seinen Vater Albrecht von Quast († 1626 in Leddin).
Der Vater verstarb früh und Albrecht Christoph besuchte wahrscheinlich die Ruppiner Schule doch wohl eher ohne großen Elan aufgrund der Kriegszeit. Im Alter von siebzehn Jahren (1630) begann seine militärische Laufbahn als Musketier im Kingschen Infanterieregiment und seinen ersten Wachtdienst trat er unweit seiner späteren Heimat Garz auf dem Fehrbelliner Damm an. Bis ins Jahr 1645 blieb er ohne große Wunden, seine zweite Verwundung – eine schmerzhafte und gefährliche Verletzung von Sohle, Blatt und Ferse seines Fußes durch eine Kugel – hinterließ ein Lähmung des Fußes nach langwieriger Heilung.
1650 nahm er erstmal Abschied vom Militär (schwedischer Dienst), jedoch nicht mit Absicht dies für immer zu machen.

„Wir schließen dies daraus, daß er sich, bald nach Auflösung seines Regiments, nach Schweden begab, um sich der Königin Christine vorzustellen. Von dieser mit Auszeichnung empfangen (sie ließ ihm ihr mit Diamanten besetztes, an einer güldenen Kette zu tragendes Bildnis überreichen), muß es auf den ersten Blick überraschen, daß er die Anerbietungen, die ihm gleichzeitig gemacht wurden, ablehnte und nach verhältnismäßig kurzem Aufenthalt in Stockholm in die märkische Heimat zurückkehrte.“

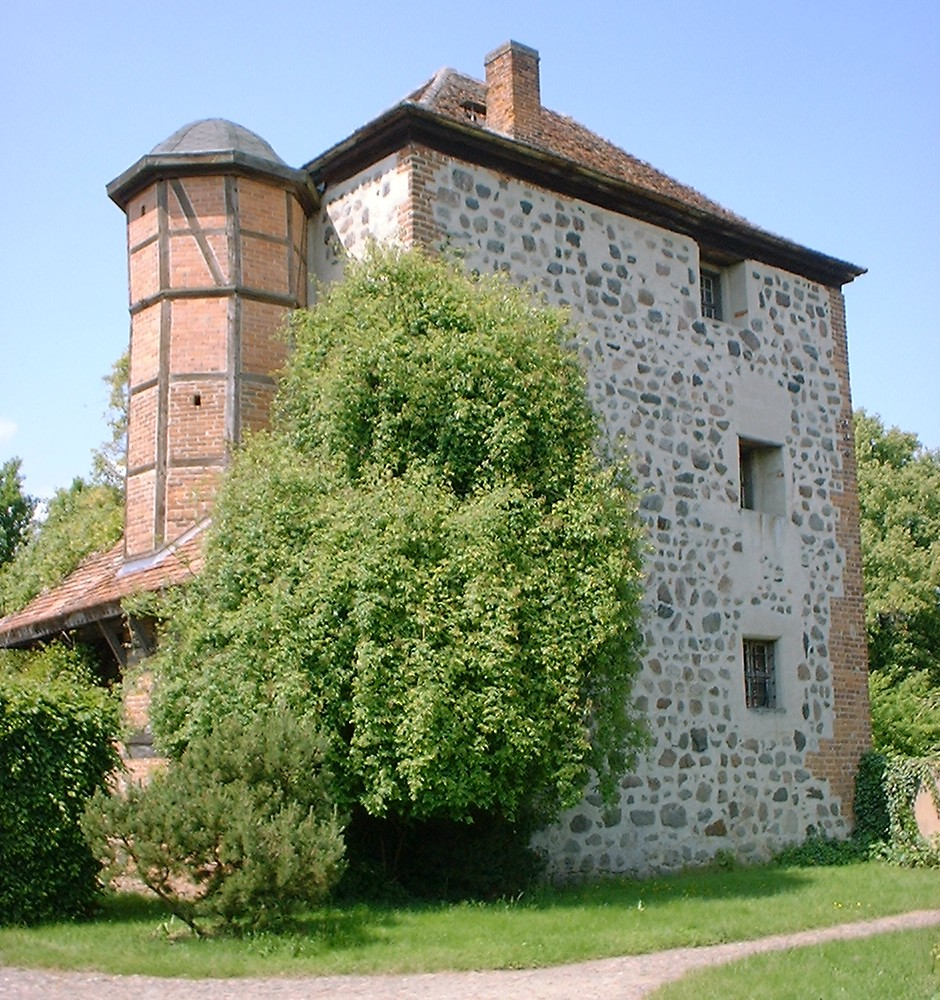
Mittelalterlicher Wohnturm derer von Quast zu Garz

Nach seinem Ausscheiden aus dem Militär und seiner Rückkehr aus Schweden in die Mark Brandenburg kaufte Albrecht Christoph von Quast – der während des Krieges ein beträchtliches Vermögen erworben hatte – von seinem Vetter Otto von Quast dessen väterliche Güter Garz und Küdow ab. Otto von Quast verkaufte seine Güter nur, damit der Reichtum seines Vetters in der Mark blieb und nicht ins Ausland floss.
Sein Leben als Gutsherr allein ward aber nur von kurzer Dauer. Bereits nach 1655 trat er diesmal in den Dienst des brandenburgischen Kurfürsten. Im Jahre 1663 erwarb er ½ Anteil an Wutzetz und 1664 kaufte er von Adam von Pfuhl, seinem alten Kampfgefährten, das Rittergut Vichel.
Über die letzten Jahre des Lebens von Albrecht Christoph von Quast ist wenig bekannt, er wird sich wohl zurückgezogen aufs Land mit seiner Familie um den Wiederaufbau seiner Güter gekümmert haben. Im Jahre 1667 erhielt er vom Kurfürst nochmals den Befehl zu Aufstellung und Errichtung eines Regiments und wurde vom Kurfürsten zum Gouverneur der Veste Spandau ernannte.
Am 7. Mai 1669 starb er auf der Festung Spandau und wurde in der Spandauer Sankt-Nikolai-Kirche in der Spandauer Familiengruft derer von Quast beigesetzt. Die Särge derer von Quast wurden 1838/39 im Zuge der Restaurierungen der Kirche durch Karl Friedrich Schinkel nach Garz gebracht, da der Anbau an der Kirche, in dem sich die Familiengruft befand, damals entfernt wurde. Über seinem Besuch in Garz und über die nach 1945 geplünderte Quastsche Familiengruft in Garz schrieb Theodor Fontane folgendes:

„In der Gruft der Kirche daselbst steht seitdem ein mächtiger, mit Basreliefornamenten und den Wappen der Ahnen reich ausgestatteter Zinnsarg, der die Inschrift trägt: »Der hochedelgeborne Herr, Herr Albrecht Christoph von Quast, kurfürstlich brandenburgischer Geheimer Kriegsrat, Generalfeldwachtmeister der Kavallerie, Oberster zu Roß und zu Fuß, Gouverneur und Oberhauptmann der Veste und Stadt Spandau, zu Garz, Damme, Vichel, Rohrlack und Wutzetz Erbherr, geboren am 10. Mai 1613, gestorben auf der Veste Spandau am 7. Mai 1669. Wartet der fröhlichen Auferstehung zum ewigen Leben«“

Sein Erbe war der Sohn seines Bruders Wolf Gottfried von Quast, sein Neffe Johann Albrecht von Quast (* 1653; † 26. Februar 1705), kurbrandenburgischer Leutnant, da er trotz dreimaliger Vermählung 1651 mit Christophine Luise von Blumenthal, mit Elisabeth Dorothe von Görne und im Jahr 1664 mit Elisabeth Katharina von Rössing, verwitwete von Planitz, kinderlos war.

## Militärische Laufbahn

### Im schwedischen Dienste – Dreißigjähriger Krieg –
Seine militärische Laufbahn begann 1630 als Musketier im Kingschen Infanterieregiment bei Fehrbellin. Nach passieren der Elbe bewährte sich Albrecht Christoph von Quast am 17. September 1631 bei Breitenfeld, am 6. November 1632 bei Lützen und 26. Juni 1633 bei Hameln, wo das Kingsche Infanterieregiment fast völlig vernichtet wurde. Das Ende des Kingschen Infanterieregiment war das Ende von Albrecht Christoph von Quast als Musketier, er wurde Dragoner.

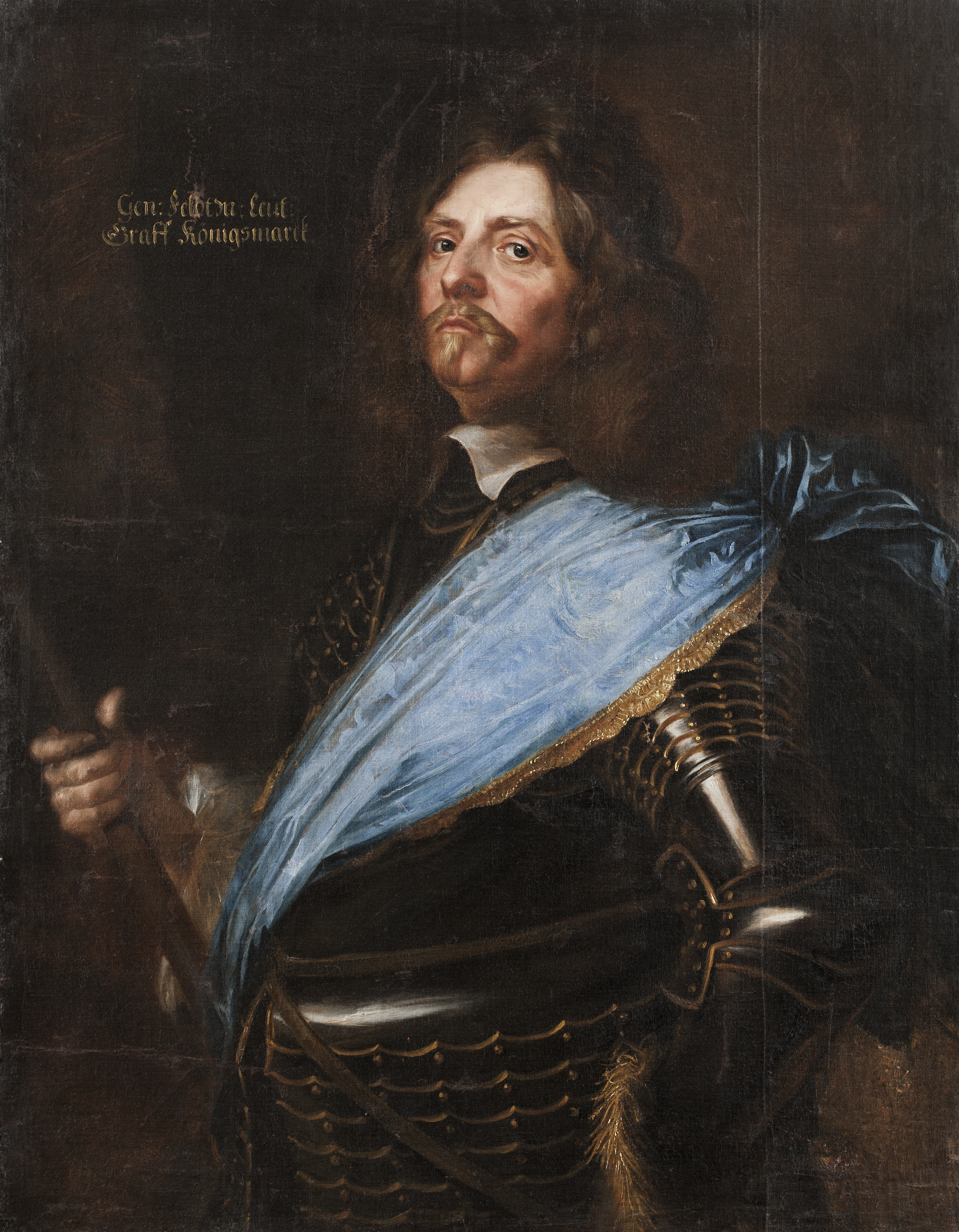
Hans Christoph von Königsmarck 1651

Das Leben als Musketier und Dragoner waren nicht das Leben von Albrecht Christoph von Quast, obwohl er sich zum Kriegshandwerk schon berufen fühlte. So hielt er sich an seinen später so berühmt gewordene märkischen Landsmann Hans Christoph von Königsmarck – der als Oberstwachtmeister im Sperreutersche Reiterregiment eingetreten war – und trat diesem Regiment unter Empfang einer Korporalschaft ebenso bei. Nach Verrat Sperreuters – der das ganze Regiment zu den Kaiserlichen überführen wollte, ihm jedoch nur einzelne Abteilungen folgten – wurde Hans Christoph von Königsmarck das Kommando über das Reiterregiment übertragen, da dieser sich dem Befehl Sperreuters widersetzte und wie auch von Quast der Fahne treu blieb. Diese Treue war für Feldmarschall Banér, Generalissimus der Armee, Anlass genug Königsmarck zum Oberst zu befördern mit dem Befehl, aus den treu gebliebenen Compagnien ein neues Reiterregiment zu schaffen. Als Quartiermeister trat Albrecht Christoph von Quast diesem neue Königsmarcksche Regiment bei und wurde binnen eines Jahres erst Cornet und dann Lieutenant.
Durch seinen Mut und seine Gewandtheit im Felde machte er sich rasch einen Namen. Dies führte dazu, dass General Stahlhantsch auf ihn aufmerksam wurde und 1639 als Teilnehmer – als der General eine „fliegende Armee“ nach Schlesien führen sollte – dabei haben wollte. Im Rang eines Rittmeisters trat er nunmehr dem Stahlhantschen Corps – später unter dem Kommando des General Goldstein stehend – bei.

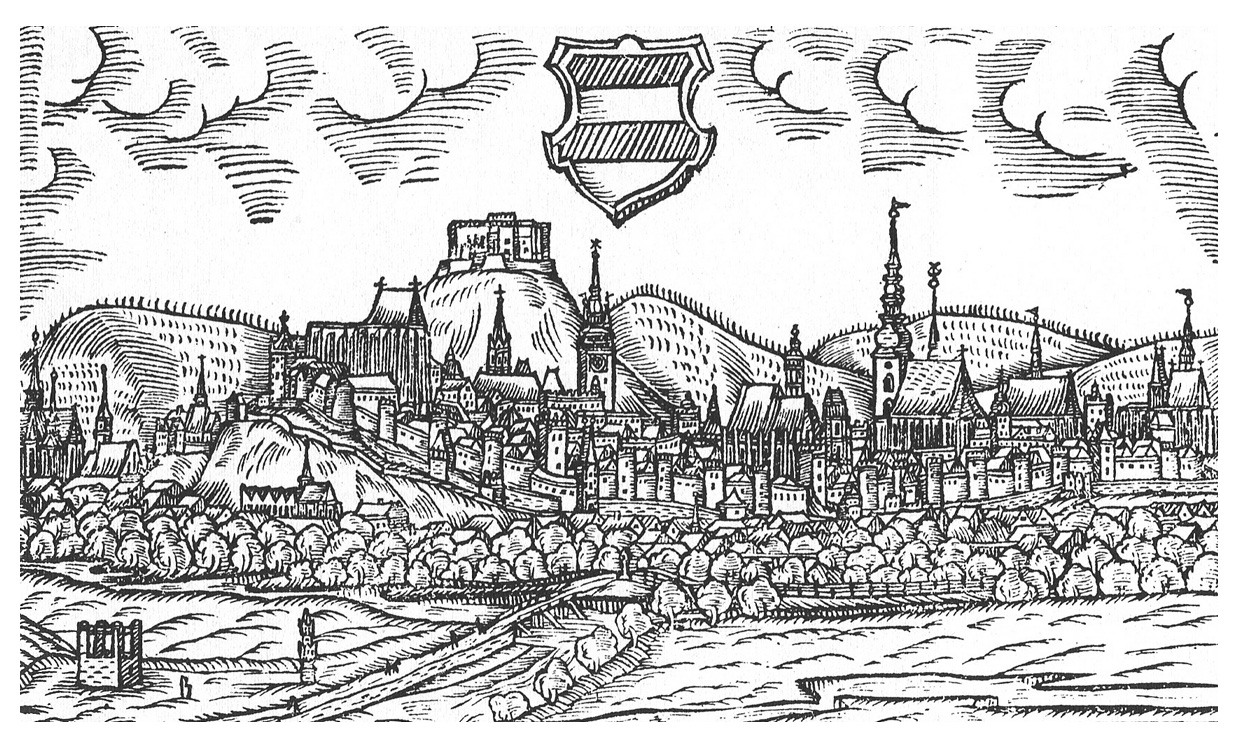
Stadtansicht von Brünn 1593

Am 24. Februar 1645 nahm von Quast an der Schlacht bei Jankowitz teil, aus der die schwedischen Truppen unter Lennart Torstenson siegreich hervorgingen. Ergebnis dieser Schlacht war die Umstellung und Belagerung der Kaiserlichen bei Brünn, an der von Quast ebenso teilnahm und bei einer seiner Verhinderungen der Ausbrüche der Kaiserlichen erstmals verwundet wurde.
Nach fruchtloser Belagerung von Brünn aufgrund der hervorragenden Verteidigung durch Jean-Louis Raduit de Souches und dem Rückzug der Torstensonsen Truppen nach Böhmen erteilte Torstenson die Order zur Besetzung und Befestigung von Korneuburg durch Oberst Copey mit 1000 Musketieren. Ihn zur Seite gestellt wurde von Quast, inzwischen zum Obristlieutenant befördert und Führer eines 200 Mann starken Reitercorps.

„Der Feind ließ auch nicht lang auf sich warten. Mit derselben Bravour, mit der Quast im Jahre zuvor die Ausfälle der Belagerten zurückgewiesen hatte, schlug er jetzt seinerseits die rasch sich wiederholenden Attacken der Belagerer ab. Freilich nicht auf die Dauer. Die Besatzung war zu schwach, um dem übermächtigen Gegner lange den Besitz des Ortes streitig machen zu können, und Kornneuburg fiel. Bei dem Sturme, der der Übergabe vorherging, wurde Quast zum zweiten Male, und diesmal in schmerzhafter und gefährlicher Weise, verwundet. Eine Kugel traf seinen Fuß und ging ihm durch Sohle, Blatt und Ferse. Die Heilung zog sich hin, und eine Lähmung des Fußes blieb ihm bis zuletzt.“

Für diese tapfere Verteidigung – die letzte große Kriegshandlung von Quasts in diesem Krieg – wurde er durch den Pfalzgrafen Karl Gustav zum Oberst befördert. Im Jahre 1648 stand er als Reiteroberst und Chef seines Reiterregiments im Münsterschen und im Jahre 1650 nahm er nach Auflösung des Regiments erstmal seinen Abschied vom Militär.

### Im kurfürstlichen Dienste – Dänisch-Schwedischer Krieg –
„Dieser erfolgte nicht vor 1655. In diesem Jahre, kurz also vor Ausbruch des Krieges mit Polen, erhielt Quast ein Reiterregiment, dem er bis 1658, wie die biographischen Notizen mit großer Ruhe melden, »zur Zufriedenheit des Kurfürsten vorstand«. Diese nüchterne Bemerkung deutet am wenigsten darauf hin, daß Quast all die Zeit über im Felde war und mit seinem Regiment an der berühmten dreitägigen Schlacht von Warschau teilnahm.2) Daß er sich während dieser Schlacht, oder während des polnischen Feldzuges überhaupt, vor anderen Reiterführern ausgezeichnet habe, wird freilich nirgends erwähnt“

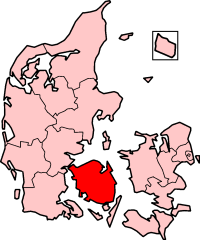
Insel Fünen, Dänemark

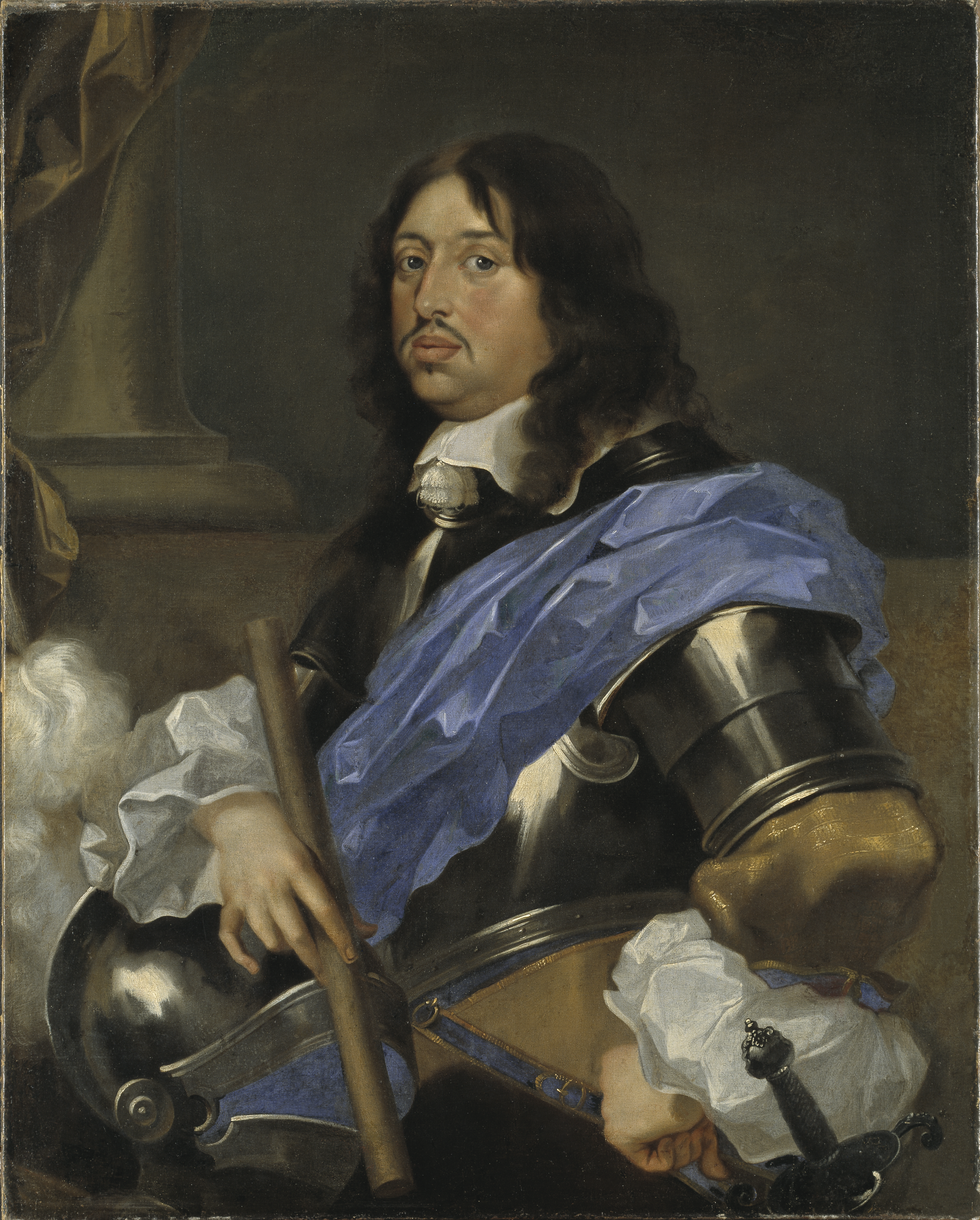
Karl X. Gustav

Im nächsten Feldzug, der nicht gegen Polen, sondern gegen den bisherigen Verbündeten Schweden gerichtet war, boten sich für Albrecht Christoph von Quast wieder Möglichkeiten um Auszeichnungen zu erhalten. Durch den Vertrag von Labiau (1656) an Schweden gebunden, fühlte sich der märkische Kurfürst durch die Staatsraison gezwungen das Bündnis mit Schweden aufzugeben – um nicht mit den Schweden oder, was eher wahrscheinlich war, für die Schweden unterzugehen. Es entstand ein antischwedischer Fünf-Mächte-Bund aus Österreich, Polen, Dänemark, Holland und der Mark Brandenburg, die an zwei Kriegsschauplätzen im Osten (Preußen und Polen) und Westen (Pommern und Holstein) gegen die Schweden kämpften.
Albrecht Christoph von Quast führte Krieg im Westen, von 1657 bis 1659 galt es Jütland und Insel Fünen zu erobern. Nach einem dreimaligen gescheiterten Angriff in Jütland verlegte der Kurfürst im Frühjahr 1659 seine Truppen nach Pommern, um so einen Einfall der Schweden in die Mark zu verhindern. Vier Reiterregimenter und einige Compagnien Fußvolk unter dem Kommando von Albrecht Christoph von Quast verblieben seitens der märkischen Truppen in Jütland, dessen Gesamtoberbefehlshaber des Fünf-Mächte-Bundes der dänische Feldmarschall von Eberstein war.
Um einem weiteren Erstarken der schwedischen Truppen entgegenzuwirken entsandten die Holländer den Admiral de Ruyter in die Ostsee. Dieser nahm in Kiel eine dänisch-holländische Streitmacht unter dem Kommando von Feldmarschall von Schack an Bord und sie im Norden der Insel Fünen auszuschiffen. Währenddessen sollte die Streitmacht unter dem Feldmarschall von Eberstein auf Jütland einen nächsten und vierten Angriff durchführen sollte und den Kleinen Belt zu überwinden. Admiral de Ruyter konnte die Truppen des Feldmarschall von Schack erfolgreich nach Norden der Inseln Fünen schiffen und sie landeten in Kerteminde. Der Feldmarschall von Eberstein führte seine Truppen erfolgreich über den Kleinen Belt nach Middelfart. In Odense vereinigten beide Feldmarschalle ihre Truppen zu einem ca. 16 000 Mann starkem Herr gegen die Schweden unter dem Kommando des Pfalzgrafen von Sulzbach.
Der Pfalzgraf von Sulzbach hatte, in der Hoffnung die heranrückenden Einheiten einzeln zu bekämpfen zu können, vor der Festung Nyborg Stellung bezogen. Das Terrain war gut gewählt, da es genügend natürliche Hindernisse bot. Den rechten Flügel kommandierte der Pfalzgraf, die Mitte stand der erfahrene General Stenhock mit seinen Truppen (vierzehn Kompanien Fußvolk und fünf Geschütze) und den linken Flügel kommandierte Generallieutenant von Horn.

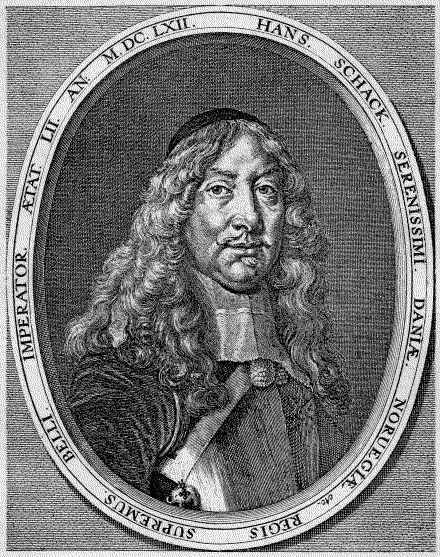
Feldmarschall von Schack

Ihnen standen am Morgen des 14. November 1659 oder des 24. November 1659 zum ersten Gefecht in der Schlacht um Nyborg die Truppen des Fünf-Mächte-Bundes in folgender Ausstellung gegenüber:
- den rechte Flügel stellten die Truppen von Albrecht Christoph von Quast,
- den linken Flügel stellten die Truppen von Feldmarschall von Eberstein
- und die Mitte deckte Feldmarschall von Schack mit holländischen Infanterieeinheiten unter den Obersten Killegray, Alowa und Meteren ab.

Der zweite Angriff wurde ausschließlich von dänischen Truppen den Regimentern Trampe, Rantzau, Ahlefeldt, Brockhausen, Güldenleu geführt. Die Bündnistruppen – in ihrer Führungsebene sehr uneins – waren den schwedischen Truppen zahlenmäßig weit überlegen, nur hatten die schwedischen Truppen ihnen mehr Kriegserfahrung und eine nationale Einigkeit entgegenzusetzen.
Im letzten Gefecht standen den schwedischen Truppen im linken Flügel die brandenburgischen Reiterregimenter Quast, Kannenberg, Gröben und ein Dragonerregiment unter dem Kommando des Feldmarschalls von Eberstein. Diese eröffnete das Gefecht, ihr Angriff blieb jedoch erfolglos. Der rechte Flügel unter dem Kommando von Albrecht Christoph von Quast bestand aus kaiserlichen Regimenter Matthias und Graf Caraffa, dem dänischen Regiment von der Natt und der polnische Brigade Przimsky blieb ebenso erfolglos. Das vom Pfalzgrafen ausgewählte Terrain zahlte sich nun für die Schweden, die angreifenden Reitereinheiten blieben im Moor stecken und kamen nicht weiter vorwärts. In diesem für die Bündnistruppen ungünstigen Augenblick des Gefechts rückte Albrecht Christoph von Quast persönlich mit einer Infanterieabteilung Pikenträger gegen die schwedischen Truppen vor und führte seine Truppen nunmehr erfolgreich in Gefecht.
Albrecht Christoph von Quast ließ sich verletzt von zwei Kugeln im Leib, des Reitens nicht mehr fähig, auf den Schultern seiner Pikenträger im Angriff erfolgreich durch den linken Flügel der Schweden tragen. Dies war Zeichen genug für die Truppen des Feldmarschall von Schack in der Mitte gegen die Schweden vorzurücken und auch die Reitereinheiten unter Feldmarschall von Eberstein setzten ihre Angriff nunmehr erfolgreich fort. Die Schweden zogen sich fluchtartig zurück. Der Pfalzgraf flüchtete per Fischerboot nach Korsör, um den dort verbliebenen Schwedenkönig Karl X. Gustav die Nachricht über die verlorene Schlacht zu überbringen. Nur Generallieutenant von Horn versuchte noch einen Tag lang die Festung Nyborg zu halten, bevor er sich und der Rest des schwedischen Corps sich in Kriegsgefangenschaft begaben.

„Unser Quast hatte den entscheidenden Schlag getan, darüber sind alle Berichte so ziemlich einig, und nur darin weichen sie voneinander ab, mit welchen Regimentern er den feindlichen linken Flügel durchbrach. Es scheinen unter allen Umständen keine Brandenburger gewesen zu sein, denn die Truppen, die brandenburgischerseits an der Affaire teilnahmen, waren zugestandenermaßen Reiterregimenter, die, gleichviel, an welchem Flügel sie gestanden haben mögen, das Schicksal der kaiserlichen Reiterei teilten und nirgends die feindliche Schlachtreihe zu durchbrechen vermochten. Quast gab allerdings den Ausschlag, aber an der Spitze dänischer Pikeniere, die seinem Flügel zunächst in Reserve standen.“

Die Nachricht des Pfalzgrafen von Sulzbach über die Niederlage von Nyborg soll den Schwedenkönig so erschüttert haben, dass er an deren Folgen und seiner schweren Krankheit starb. Dem Tod Karl X. Gustav folgten der Frieden von Oliva und der Abzug der Bündnistruppen von der Kimbrischen Halbinsel. Die Brandenburgischen Regimenter wurden bei Hamburg aufgelöst und die Soldaten in ihre Heimat entlassen.
Albrecht Christoph von Quast verblieb im Dienste des Großen Kurfürsten kehrte jedoch auf Gut Garz zurück. Im Jahr 1667 erhielt er vom Kurfürst nochmals den Befehl zu Aufstellung und Errichtung eines Regiments und wurde vom Kurfürsten zum Gouverneur der Veste Spandau ernannte.

„Dies ist es, was wir imstande gewesen sind über das Leben Albrecht Christophs von Quast zusammenzutragen. Es ist alles ziemlich äußerlicher Natur, äußerlich folgen die Taten aufeinander, äußerlich sehen wir ihn steigen von Stufe zu Stufe. Tradition und Sage, die von Derfflinger und Sparr so mannigfach erzählen, haben sich unsres »Siegers von Nyborg« nicht bemächtigt; es fehlen alle Züge, die uns eine tiefere Teilnahme an seinem Lebensgange einzuflößen vermöchten. Und doch war dieser Sieg, den wir vorwiegend ihm verdanken, von einer nach mehr als einer Seite hin entscheidenden Bedeutsamkeit. Durch denselben erlangte Brandenburg, wie wir gesehen haben, die volle Souverainetät über Preußen und somit die Basis für die Königskrone, während für Dänemark aus ebendiesem Kriege sein Königsgesetz hervorging. Zudem war unser Albrecht Christoph der erste, der die brandenburgischen Waffen, vor zweihundert Jahren schon, auf eine der dänischen Inseln hinübertrug. Die Ehren der Düppelstürmer von heute sind freilich reicher ausgefallen als die der Nyborg-Sieger von damals, aber je heller die Gegenwart strahlt, je mehr geziemt es sich, in Dankbarkeit derer zu gedenken, die ruhmvoll voranschritten. Unter ihnen in vorderster Reihe – Albrecht Christoph von Quast.“